# Sienna Grobla I

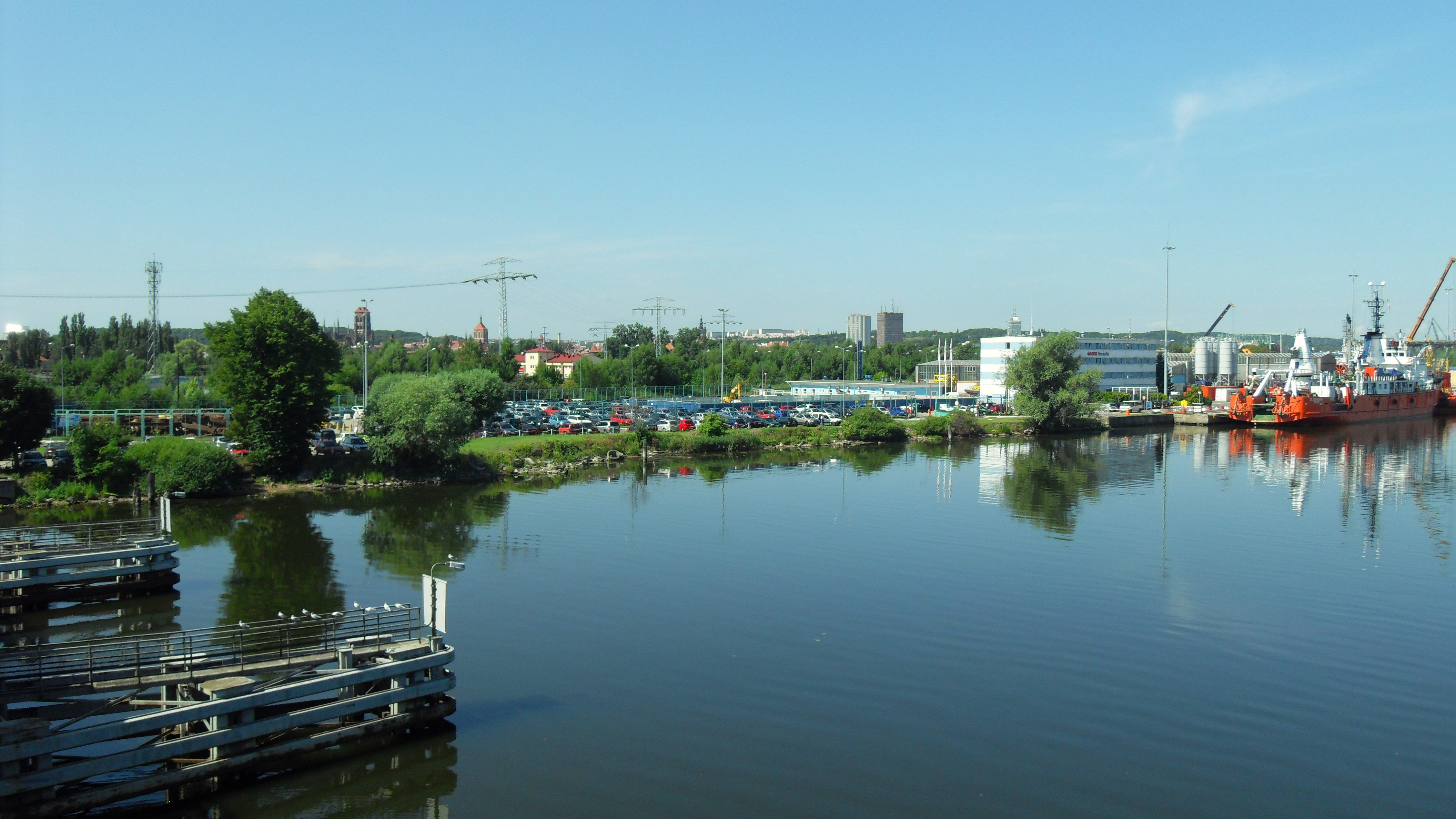
Sienna Grobla I i Martwa Wisła

Sienna Grobla I (zwana też wewnętrzną, dawniej: Strohdyk, niem. Strohteich, Strohdeich) – osiedle mieszkaniowo-przemysłowe w Gdańsku, część Siennej Grobli.
Sienna Grobla I to część znajdująca się na zachód od Opływu Motławy. Została włączona w granice administracyjne miasta w 1814 roku. Współcześnie należy do okręgu historycznego Gdańsk oraz dzielnicy administracyjnej Śródmieście.

## Historia
Przez długi czas tę część Siennej Grobli zajmowały łąki oraz rozlewiska Wisły. Były to tereny krzyżackie, a od 1454 roku patrymonium miejskie. Dopiero w XVIII wieku powstała osada na tzw. Polskim Haku – obszarze przy ścisłym ujściu Motławy. Od 1814 roku w obrębie gminy miejskiej Gdańska. Pozostałą część wewnętrznej Siennej Grobli zajmowały stocznie Klawittera i Devrienta, wybudowane w XIX wieku.
Po zrównaniu z ziemią wałów i fos miejskich w 1910 roku na terenie Siennej Grobli I powstała kolonia mieszkalna oraz mniejsze zakłady i magazyny przemysłowe, i taki stan rzeczy utrzymuje się do dziś.

## Transport i komunikacja

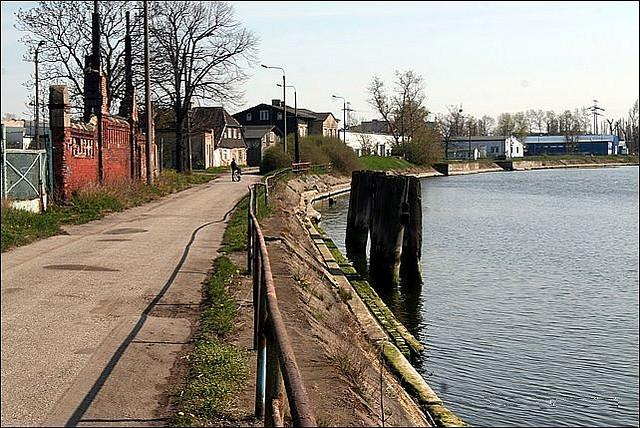
Sienna Grobla I i Motława

Przez Sienną Groblę I przebiega ul. Siennicka – droga prowadząca z Głównego Miasta na wyspę Stogi z Przeróbką, a więc o kluczowym znaczeniu dla osiedli Przeróbka, Stogi, Krakowiec i Górki Zachodnie.
Połączenie osiedla z centrum miasta umożliwiają tramwaje komunikacji miejskiej (linie nr 3, 8 i 9).

### Most Siennicki
W ciągu ul. Siennickiej mieści się Most Siennicki nad Martwą Wisłą.

## Zabytki
Przy ul. Sienna Grobla 2 zachowała się wartownia lub dom strażnika wałowego bastionu Gniady Koń, która po zniesieniu twierdzy gdańskiej w 1888 r. była użytkowana jako dom mieszkalny. Jest to jedyny kompletnie zachowany element czternastu splantowanych bastionów Gdańska, a także jedyny zachowany budynek forteczny stojący w obrębie majdanów bastionów pierścienia wewnętrznego twierdzy. W 2021 r. budynek był jeszcze w dobrym stanie, z zachowanymi ozdobnymi detalami więźby dachowej, był już jednak niezamieszkany.